# Взрыв мечети в эд-Даммаме (2015)
Взрыв мечети в эд-Даммаме случился 29 мая 2015, когда боевик-смертник суннитской террористической организации «Исламское государство» подорвал себя в Мечети Имама Хусейна, убив 4 человек и ранив ещё столько же. Это событие стало вторым по счёту после теракта в Кудайхе в Саудовской Аравии, направленным против шиитов.

## Детали атаки
Во время пятничной молитвы в районе эль-Ануд в мечеть попытался проникнуть неустановленный террорист (названная Исламским государством кунья — Абу Джандаль Джазрауи), переодетый в женскую одежду. Он пытался проникнуть в женскую секцию мечети, но когда охранники на входе попытались обыскать его, подорвал себя, убив 4 человек и ранив ещё 4. Поскольку теракт был направлен против женщин, женские секции в мечетях Катифа были временно закрыты, пока не были устранены проблемы с безопасностью.

## Похоронная процессия
После терактов в городе эс-Сейхат прошла похоронная процессия, на которую вышли 650 тысяч человек. Сейид Али Насер Салман провёл дуа за погибших и выразил необходимость граждан объединиться перед лицом терроризма.

## Реакция местных властей
Кладбище, где похоронили жертв, получило официальное название «Кладбище шахидов». Губернатор Восточной провинции Сауд ибн Наиф посетил место теракта и встретился с семьями жертв.